# Carrascalejo
Carrascalejo es un municipio español de la provincia de Cáceres, Extremadura. Cuenta con una población de 225 habitantes (INE 2024).

## Geografía

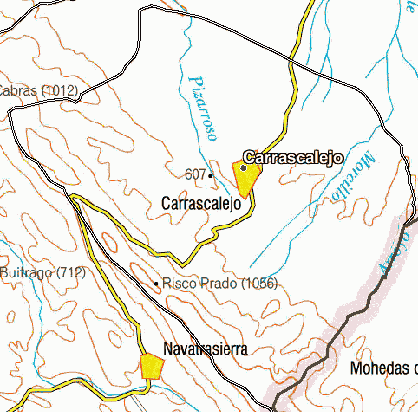
Término municipal de Carrascalejo

Está situado a los pies de la sierra de Altamira. Se encuentra en la carretera entre los pueblos de Navatrasierra (desde donde hay que pasar por el puerto de Arrebatacapas) y Villar del Pedroso.
En la zona son por desgracia frecuentes los incendios forestales, habiéndose registrado el último el 13 de agosto de 2006.
El término municipal de Carrascalejo de la Jara limita con:
- Villar del Pedroso al sur, oeste y norte;
- Mohedas de la Jara al este.

## Historia

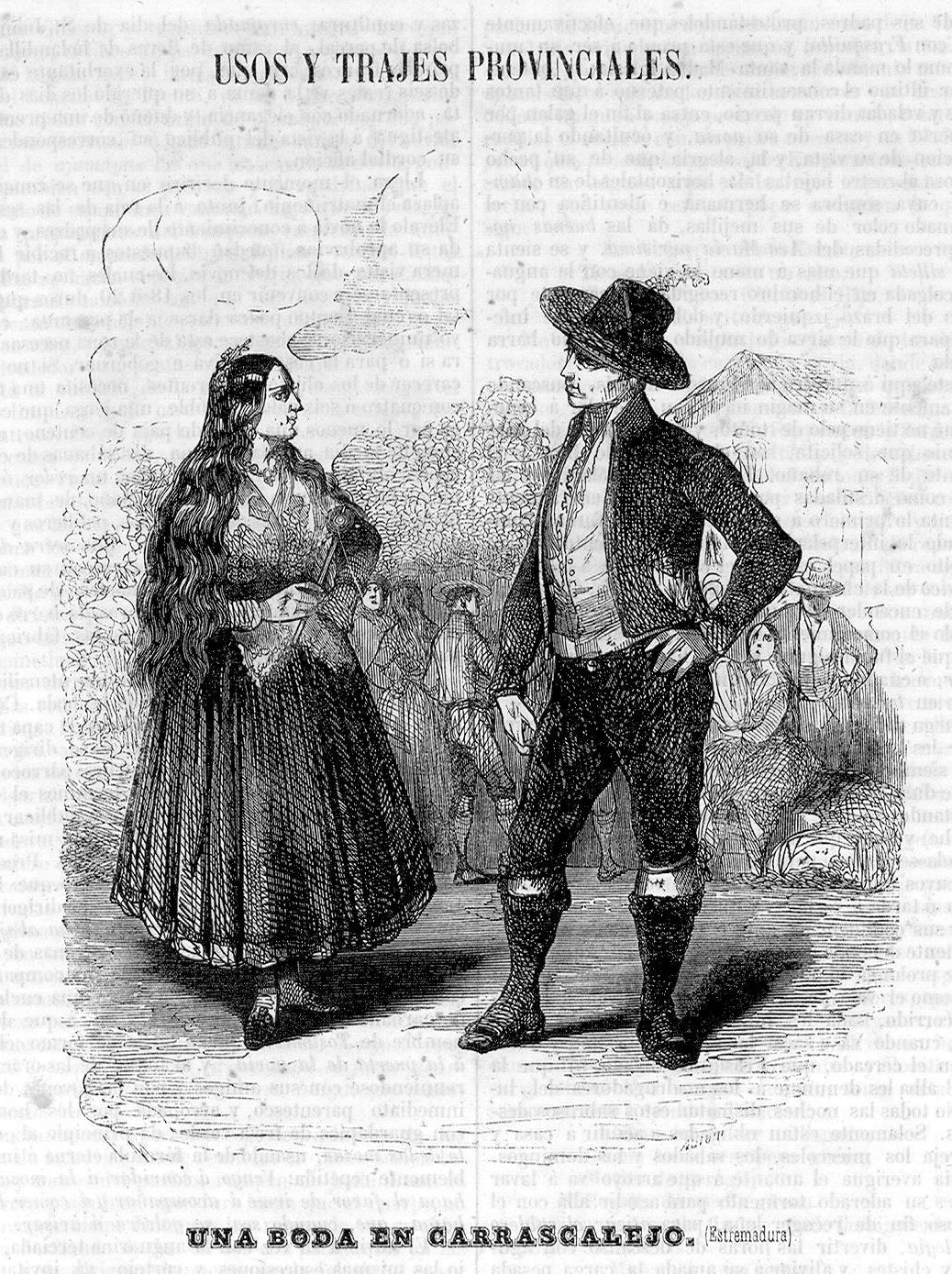
Una boda en Carrascalejo (Semanario Pintoresco Español, 1847)

Fue fundado por colmeneros de Talavera de la Reina en un carrascal entre las sierras de Altamira y Valdelacasa (la miel es otro de sus productos) y estuvo adscrito a Talavera de la Reina y la provincia de Toledo.
A la caída del Antiguo Régimen la localidad se constituye en municipio constitucional en la región de Extremadura, desde 1834  quedó integrado en el Partido Judicial de Navalmoral de la Mata. En el censo de 1842 contaba con 170 hogares y 931 vecinos.
El resto más antiguo de la zona es una estela funeraria de una niña romana. En su día formó parte del Camino Real recorrido por los Reyes Católicos para ir a Guadalupe. Su iglesia, dedicada a Nuestra Señora de la Asunción), fue construida entre el siglo XVII y el siglo XVIII, destacando en ella una pila bautismal de finales del siglo XVII.
Durante la guerra civil española, fue frecuente zona de combate. Tras del levantamiento de 18 de julio permaneció en poder de la república, hasta que el 3 de octubre de 1936, tras fuertes enfrentamientos cayó en manos de las tropas nacionales. Durante varios meses se sucedieron en la zona los ataques por ambas partes, quedando el pueblo numerosas veces en zona de nadie. El 5 de abril de 1938 los republicanos toman de nuevo el pueblo, tras duros combates en pleno casco urbano y un bombardeo que derribó parte del campanario de la iglesia (donde se habían refugiado numerosos civiles). Permaneció en su poder tres o cuatro días durante los que se produjo un suceso aún no esclarecido que conllevó la muerte del alcalde designado por las tropas franquistas y toda su familia. Varias casas del pueblo conservan todavía señales de los combates.
Tras la contienda la situación de represión y necesidad se hizo insostenible lo que llevó a una masiva emigración a las principales zonas industriales de España y Europa.

## Demografía
Carrascalejo cuenta con una población de 225 habitantes (INE 2024).
| Gráfica de evolución demográfica de Carrascalejo entre 1842 y 2021                                                  |
| |
| Población de derecho según los censos de población del INE Población de hecho según los censos de población del INE |

## Economía
Cuenta en su término municipal con una presa de gravedad sobre el arroyo Recuerda, con una capacidad de 0,811 hectómetros cúbicos, que abastece al pueblo y a Villar del Pedroso. Además, el embalse es un coto de pesca sin muerte.

## Símbolos

Escudo de Carrascalejo

El escudo de Carrascalejo de la Jara fue aprobado mediante la Orden de 10 de enero de 1990, por la que se aprueba el Escudo Heráldico Municipal para el Ayuntamiento de Carrascalejo de la Jara (Cáceres), publicada en el Diario Oficial de Extremadura el 18 de enero de 1990 y aprobada por el consejero de la Presidencia y Trabajo Manuel Amigo, luego de haber aprobado el escudo el pleno municipal el 6 de junio de 1989 y haber emitido informe favorable la Real Academia de la Historia el 11 de diciembre de 1989. El escudo se define oficialmente así:

Partido y medio cortado. Primero, de gules, una torre de oro, aclarada de azur, saliente de su homenaje el busto de una mujer, vestida. Segundo, de oro, una encina arrancada de su color. Tercero, de sinople, una colmena de oro. Al timbre Corona Real cerrada.

## Patrimonio

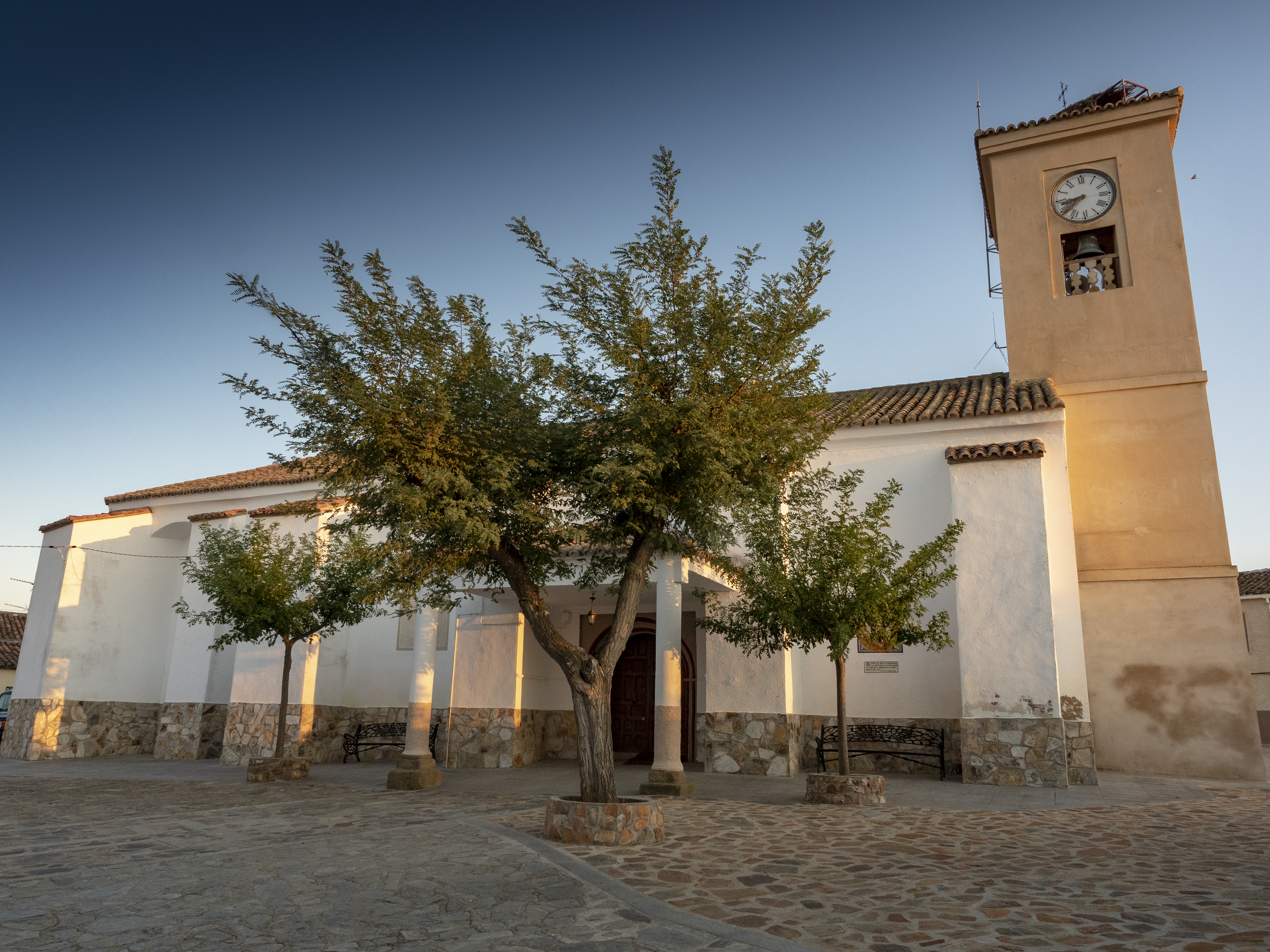
Iglesia de Carrascalejo.

- Iglesia parroquial católica Nuestra Señora de la Asunción, perteneciente al arciprestazgo de Guadalupe, Vicaría de Talavera de la Reina, Archidiócesis de Toledo.[9]
- Iglesia del siglo XVII, reconstruida en 1940, y dedicada a Nuestra señora de la Asunción, patrona de Carrascalejo. Nave de una sola planta con capilla lateral donde se encuentra una copia de la Virgen de Guadalupe, patrona de Extremadura y las reliquias del trozo del manto antiguo, concedidas por los franciscanos del Real Monasterio de Guadalupe.

Destacan tres piezas importantes por su antigüedad e historia: 
-Pila bautismal (siglo XVI)
-Pila baptisterio (siglo XVIII)
-Imagen del Santísimo Cristo Soberano de la Salud.
Próximo a la Iglesia, se encuentra el cementerio parroquial, que data del siglo XVI y es visitable.

## Festividades
Sus fiestas patronales se celebran en honor de San Mateo la semana del 21 de septiembre, destacando en las mismas corridas de rejones, misa extremeña con pujas al santo, actividades culturales, degustación de novillos por parte de todos los vecinos y visitantes, tiro al plato y una gran concentración de peñas que destaca por su diversidad y colorido.
También destacamos su fiesta de San Blas el 3 de febrero, consistente en comer tortilla de patata en el campo, o la fiesta de La Flor de la Jara que se celebró por primera vez en 2016.

## Deportes
Actualmente, Carrascalejo cuenta con un coto de pesca, cuya actividad se centra en el embalse de Recuerda, siendo la especie piscícola principal la carpa común, y otras especies como el black bass, lucio y barbo.
Además cuenta también con coto de caza, gimnasio, pistas de pádel y dos pistas polideportivas que incluyen fútbol sala.